# G4
El G4 o Grup dels Quatre és una aliança entre l'Índia, Alemanya, el Japó i el Brasil, amb la intenció de donar suport mutu a llurs candidatures a un seient permanent del Consell de Seguretat de les Nacions Unides. A diferència del G8 o G-7, en què el denominador comú dels membres és llur economia i llurs motius polítics a llarg termini, el principal objectiu del G4 és aconseguir una representació de totes les regions i de tots els estatus econòmics en el Consell de Seguretat.
Les Nacions Unides tenen cinc membres permanents amb poder de veto en el Consell de Seguretat: la República Popular de la Xina, França, Rússia, els Estats Units i el Regne Unit. Altres Estats són elegits per un període de dos anys, i els quatre membres del G4 són els Estats que més han estat elegits per a representar llurs grups respectius.
Tot i que la majoria dels Estats del món estan d'acord amb una reestructuració de les Nacions Unides que inclogui una expansió dels membres amb poder de veto en el Consell de Seguretat, no s'ha discutit el temps ni el contingut d'una proposta en específic.